# Zamek w Urazie
Zamek w Urazie – zabytkowy zamek w miejscowości Uraz w województwie dolnośląskim, w powiecie trzebnickim, w gminie Oborniki Śląskie.
W XIII w. wzmiankowano o grodzie kasztelańskim strzegącym przeprawy przez Odrę i usytuowanym w jej zakolu. Pierwotnie należał do książąt wrocławskich, jednak na mocy testamentu Henryka Probusa z 1290 r. przeszedł w posiadanie Henryka III głogowskiego, a w 1312 w ręce jego synów Konrada I oleśnickiego i Bolesława oleśnickiego. Kilka lat później trafił ponownie w posiadanie książąt wrocławskich, którzy około 1319 roku przekazali go trzem braciom Radak. Andrzej Radak, jeden z braci, rozbudował zamek. 
Pierwotni budowniczowie zamku nie są znani i na ten temat toczy się wiele spornych dyskusji wśród historyków. Zamek zbudowano z rudy bagiennej i cegły na planie trójkąta równobocznego o długości boku ok. 23 m. Jest to konstrukcja rzadko spotykana, mająca łagodzić skutki ostrzału artyleryjskiego. Pociski miały się jakoby „ślizgać” po murze. Podobną konstrukcję ma wieża zamku w Bolkowie w kształcie „kropli wody”. Ostre narożniki skierowane są w stronę miasta i Odry. Mury przyziemia miały grubość 2,5 m.
W 1336 r. miasto wraz z zamkiem weszło w posiadanie starosty Wrocławia Konrada von Borschnitz, w 1344 r. wymienia się burgrabie Hancho von Auras, w 1363 Hermana von Borschnitz. W latach 1428–1443 należał do rodziny von Tschirna. W 1466 posiadłość została nadana przez króla Czech Jerzego z Podiebradów rycerzowi Christophowi von Skopp, który rozbudował zamek. Kolejnym właścicielem był Konrad X Biały, książę Oleśnicy. Od 1492 roku przez prawie 150 lat zamkiem zajęła się rodzina von Joerger. Oni to dokonali kolejnej przebudowy zamku w stylu barokowym. W 1640 r. zamek odkupiła rodzina von Saurma-Jeltsch, następnie baron Balthazar von Logau (1690–1695). Około 1810 roku ówczesny właściciel baron von Koschuzky nakazał rozbiórkę murów obronnych i mostu zwodzonego, zasypano też częściowo fosy.
W drugiej połowie XIX w. zamek przebudowano w stylu neogotyckim, niemal całkowicie zacierając ślady dawnych epok. Na początku XX w. zaniedbany obiekt szybko popadł w ruinę, a ostatecznego zniszczenia dokonali żołnierze radzieccy podpalając go w 1945 r. i szabrownicy po wojnie. W 1952 roku zawaliły się sklepienia i stropy, w 1953 r. runął narożnik południowy. W 1956 r. dokonano zabezpieczenia ruiny.
Obecnie zamek posiada nowego właściciela, który powoli, ale konsekwentnie stara się go częściowo odbudować. Wstęp na teren zamku jest utrudniony, jednak możliwy po uzgodnieniu z właścicielem.

## Bibliografia

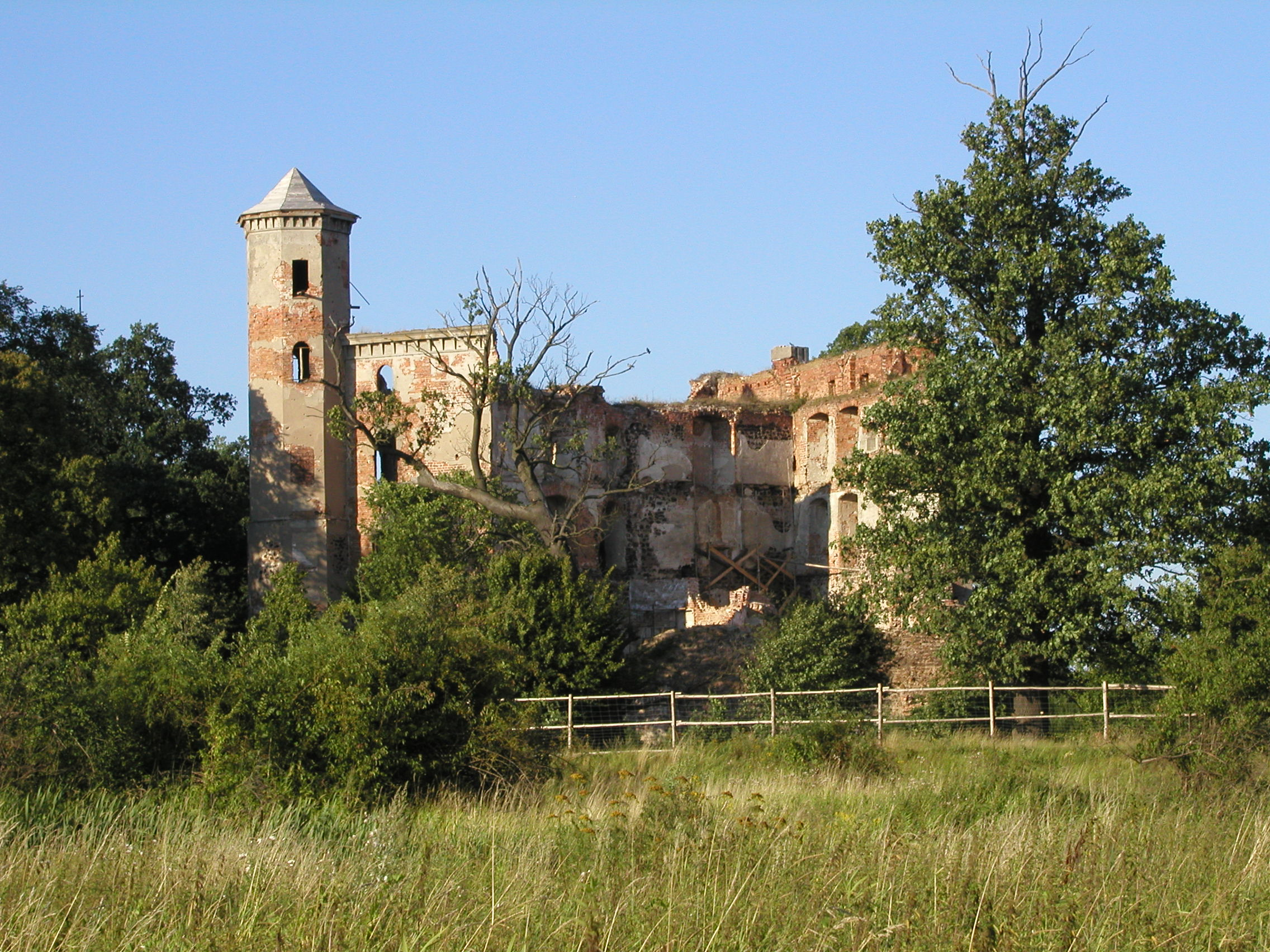
Ruina zamku latem 2004